# Groovy Little Suzie
Groovy Little Suzie, auch Groovy Little Susie, Groovy Little Suzy oder Groovy Little Suzi geschrieben, ist ein Rock-’n’-Roll-Song, den der amerikanische Songwriter John Marascalco zusammen mit dem jungen Harry Nilsson geschrieben hat. Nilssons Demoaufnahme wurde 1964 als seine vierte Single unter seinem Pseudonym „Bo-Pete“ veröffentlicht. Das Stück wurde zeitnah von Little Richard aufgegriffen und später vielfach veröffentlicht. Der auf einem 12-taktigen Blues basierende Song, der sich den Rock-’n’-Roll-Themen Spaß und Sex widmet, blieb kommerziell zwar erfolglos, ist aber als eine der ersten Kompositionen in der Songwriterkarriere Harry Nilssons und aufgrund dessen Zusammenarbeit mit dem Rock-’n’-Roll-Star Little Richard von musikhistorischer Bedeutung. Coverversionen liegen von den Seven Souldiers und der Formation The Air Mail vor.

## Entstehung
John Marascalco war bereits seit seinen durch Little Richard interpretierten Rock-’n’-Roll-Kompositionen der Jahre 1956 und 1957 im Musikgeschäft von Los Angeles erfolgreich. Über den Kollegen Scott Turner lernte er den jungen Harry Nilsson kennen, der 1962 einige Marascalco/Turner-Kompositionen in einer Demo-Session für Turner aufgenommen hatte. 1963 erarbeiteten Marascalco und Nilsson erstmals zusammen Songs, darunter Baa Baa Blacksheep, Do You Wanna (Have Some Fun) und Groovy Little Suzie, für die Nilsson Ende des Jahres Demoaufnahmen einsang. Die Sessions fanden in einem kleinen Studio in Los Angeles unter der Leitung von Marascalco und im Beisein eines Studiomitarbeiters namens „Bo Pete“ statt. Do You Wanna (Have Some Fun) und Groovy Little Suzie entstanden zuerst, in der Folgewoche kam Baa Baa Blacksheep zur Aufnahme. Über die Identität der Instrumentalisten liegen keine Berichte vor. Baa Baa Blacksheep Part 1 & 2 wurde im Dezember 1963 zuerst für Marascalcos eigenes Label Lola Records gepresst und schließlich Anfang 1964 auch auf Crusader Records veröffentlicht. Für Crusader 103 wählte Nilsson als Pseudonym den Namen des Studiomitarbeiters „Bo-Pete“. Die beiden anderen Stücke blieben in den nächsten Monaten unveröffentlicht.
Marascalco und Nilsson stellten den Song zeitnah Little Richard vor, der sich im August 1964 zu seiner zweiten Aufnahmesession bei seinem neuen Plattenlabel Vee-Jay Records in Los Angeles einfand. Little Richard hatte nach mehrjähriger Pause, die er für religiöse Studien und Gospel-Aufnahmen genutzt hatte, erst kurz zuvor sein Rock-’n’-Roll-Comeback gegeben. Er produzierte die Session selbst, ihm zur Seite stand der Motown-Arrangeur Jerry Long Jr. Bei der Sitzung entstanden neben Groovy Little Suzie Neueinspielungen der Klassiker Only You (And You Alone), Memories Are Made of This und Short Fat Fanny. Es spielte wahrscheinlich Richards Tour-Band The Upsetters, eventuell verstärkt durch Johnny Guitar Watson an der Gitarre und Maxwell Davis am Baritonsaxophon. Der Nilsson-Biograf Alyn Shipton vermutet als Holzsection Buddy Collette, Clyde Johnson und Bill Green, die zu dieser Zeit für Vee-Jay Records arbeiteten. Das Erscheinen von Groovy Little Suzie in den Tracklists einiger Kompilationen von Jimi Hendrix lassen vermuten, dass der Gitarrist an der Aufnahme beteiligt gewesen sei. Zwar spielte er 1964 und 1965 einige Monate in Little Richards Band, er ist auf dem bereits zuvor entstandenen Groovy Little Suzie aber nicht zu hören.

## Musikalischer Aufbau
Harry Nilssons Demoversion von Groovy Little Suzie ist ein reiner 12-taktiger Blues mit Wechsel auf die Dominante zum letzten Takt. Zu Beginn steht ein vom Klavier gespieltes Intro über vier Takte Tonika:
||  I   |  I  |  I  |  I  ||
||  I   |  I  |  I  |  I  |  IV  |  IV  |  I  |  I  |  V  |  IV  |  I  |  V  ||
Die Strophen reihen sich ohne Einschub eines Refrains aneinander. Auf der Tonika des jeweils dritten und vierten sowie des siebten und achten Taktes eines Schemas antwortet im Prinzip des Call and Response die Orgel auf die Vokalphrasen des Sängers. Die dritte Strophe spielt wiederholt mit dem fragmentierten Titel „A-Suzie, Suzie, a-groovy, groovy, groovy, my girl“, was textlich einer Refrainfunktion am nächsten kommt. Nach der dritten Strophe wird über das volle Bluesschema ein Orgelsolo vorgetragen. Nach der anschließenden vierten Strophe wird die Titel-Scharade der dritten Strophe wiederholt und das Lied fadet aus. In der Begleitung findet sich ein Klavier, dessen Achtel-Pattern an viele frühere Little-Richard-Aufnahmen erinnern.
Little Richards Version variiert Nilssons Vorlage in einigen Punkten. Das Intro wurde von der Gitarre übernommen und eine Vokalgruppe ersetzte mit den Einwürfen „A-a-ha, oh yeah“ die dem Sänger antwortende Orgel, deren Solo Little Richard am Klavier persönlich übernahm und um weitere 12 Takte eines modifizierten Bluesschemas erweiterte. Neben dem Tausch von Orgel und Klavier änderte sich die Instrumentierung im Vergleich zu Nilssons Aufnahme am auffälligsten durch die hinzugenommenen Saxophon-Riffs. Zudem entfiel – außer beim Solo – der Wechsel auf die Dominante im letzten Takt des Blues-Schemas zugunsten eines weiteren Taktes auf der Tonika. Rhythmisch ist die Aufnahme ambitionierter als der Rock-Beat von Nilssons Demo und entspricht damit der Weiterentwicklung von Little Richards Sound entlang des jeweils aktuellen Mainstreams der afroamerikanischen Popmusik.

## Inhalt
Der Songtitel Groovy Little Suzie steht in mehreren Traditionen, mit denen Little Richard in den 1950er Jahren in den amerikanischen Charts für Aufmerksamkeit sorgte: Zum einen handelt es sich um ein sich reimendes Wortspiel analog zu Tutti Frutti, Ready Teddy oder Heeby-Jeebies, zum anderen beinhaltet der Titel wie Long Tall Sally und Good Golly, Miss Molly einen Frauennamen: Der „kleinen Suzie“ wird mit dem Attribut „groovy“ (deutsch in etwa: cool, stark) ein in den 1960ern aktuelles Modewort zugeordnet, welchem Marascalco und Nilsson 1965 bei einer weiteren gemeinsamen Arbeit für die Band The Travelers in Form des Instrumentals Groovy einen eigenen Titel widmen. Der Songinhalt ist zuerst eine Einladung zum Tanz, die sich sodann auf weitere Annäherung bis hin zum Geschlechtsakt ausweitet. Hier rufen die Songwriter, der Italo-Amerikaner Marascalco und der schwedenstämmige Nilsson, in mitunter metaphorischer Weise den Spaß und den Sex als zwei der wichtigsten Themen der afroamerikanisch geprägten Popmusik auf, die sich in den 1950er Jahren im Rock ’n’ Roll als Mainstream etabliert hatte.

## Veröffentlichungen

Little Richards Groovy Little Suzy auf Oldies 194

Crusader 103 mit Baa Baa Blacksheep verkaufte sich immerhin so gut, dass das Label über die Veröffentlichung der beiden anderen Titel aus dem Bo-Pete-Repertoire nachdachte und für den August 1964 die Finanzierung sicherstellte. Vorher ließ sich Marascalco in der Schreibweise Groovy Little Susie am 3. August 1964 das alleinige Copyright für seinen Verlag Robin Hood Music eintragen. Nilssons Demo-Version erschien auf dem kleinen Label Try Records im Vertrieb der Crusader Records als B-Seite hinter Do You Wanna (Have Some Fun) mit der Plattennummer 501. Das Etikett der Platte nennt erneut „Bo-Pete“ als Interpret. Im Mai 2009 nahm Ace Records Bo-Petes Groovy Little Suzie in die Kompilation You Heard Them Here First: First Recordings by Famous or Influential Artists auf, deren Konzept es war, „die erste aufgenommene Version von Pop-, Rock- und Soul-Klassikern, die durch die Einspielung anderer Künstler zu Hits wurden,“ zusammenzustellen.
Little Richards Version erschien, von Vee-Jay um 13 Sekunden gekürzt, kurz nach Nilssons Single auf dem Album Vee-Jay LP-1107 mit dem Titel Little Richard is Back (And There’s a Whole Lotta Shakin’ Goin’ On). Als Single wurde der Song zusammen mit einer Neu-Einspielung des Klassikers Baby Face auf dem Vee-Jay-Tochterlabel Oldies unter der Nummer 194 herausgegeben. Das Masterband fand unter ungeklärten Umständen den Weg zu Modern Records, wo Richard ab Ende 1965 bis zum Frühjahr 1966 für einige Monate unter Vertrag stand. Modern verwendete die ungekürzte Aufnahme im Dezember 1967 für das Album The Wild and Frantic Little Richard. Darüber hinaus erschien das Stück auf einer großen Anzahl von Kompilationen auf Budget-Labels, die das Vee-Jay- und Modern-Repertoire des bekannten Künstlers verwerten.

## Coverversionen
Nach den beiden frühen Versionen von Nilsson und Little Richard sind nur wenige Coverversionen bekannt. Die Band The Seven Souldiers veröffentlichte den Titel 1968 auf dem Album Traditional Soul. Das Album erschien beim deutschen Label Fass unter der Nummer 1486. Eine Wiederveröffentlichung erfolgte 2008 für Black Hole Recordings auf dem Album Go Tell It on the Mountain. Die Hamburger Plattenfirma Europa ließ ab 1968 für eine Reihe von Kompilationen internationale Hits nachspielen und gründete dafür die Formation The Air Mail mit John Lawton als Sänger. 1972 erschien als Europa E474 das Album Top Hits International 1, auf dem der Song unter dem Titel Little Susy vertreten ist. Dabei wurde die Komposition „A. Gilbert“ zugeschrieben.

The Seven Souldiers
The Air Mail

## Bedeutung, Kritik und Erfolg
Groovy Little Suzie ist eine der ersten Kompositionen von Harry Nilsson, dem in späteren Jahren als Songwriter und Interpret große Erfolge gelungen sind. Der Song ist nach Meinung des BBC-Moderators Brian Matthew ein Paradebeispiel dafür, wozu Nilsson in der Lage gewesen sei, bevor er berühmt wurde. Das im Rock ’n’ Roll der 1950er Jahre verwurzelte Stück erinnerte Nilsson stark an Little Richards Good Golly Miss Molly aus dem Jahr 1956, das ebenfalls von Marascalco komponiert worden war. Alyn Shipton bezeichnete den Titel sogar als eine „schamlose Überarbeitung“ des früheren Hits. Des Weiteren führte Shipton aus, die raue und direkte Stimmung ließen einen einzigen Aufnahmeversuch vermuten, der lediglich als Demo-Tape für den Verkauf an Little Richard vorgesehen gewesen sei. Little Richard lobte Nilssons Stimme, als dieser ihm den Song vortrug, mit den Worten: „Mensch, für einen weißen Jungen singst du gut!“ Little Richards Version stellte dessen eigenes Pianospiel in den Vordergrund und war schneller und souveräner im Vortrag als Nilssons Demo-Aufnahme.
Nach den beiden Veröffentlichungen Baa Baa Blacksheep und (Do You Wanna) Have Some Fun mit Groovy Little Suzie unter dem Pseudonym „Bo-Pete“ sowie den beiden Singles Donna I Understand und Stand Up and Holler unter anderen Künstlernamen fand Nilsson mit Tower Records den ersten Vertragspartner für seine anschließende Weltkarriere, die „größere und bessere Dinge“ als Groovy Little Suzie hervorbrachte. Keine seiner frühen Singles war von kommerzieller Bedeutung. Little Richard gab zu Protokoll, dass er trotz der häufigen Neuauflagen von Groovy Little Suzie in allen möglichen Schreibweisen wie Suzie, Suzy und Suzi auf Budget-Labels keine nennenswerten Tantiemen erhalten habe.